# إدي دوكينز
إدي دوكينز (بالإنجليزية: Eddie Dawkins) مواليد 11 يوليو 1989 في إنفركارجل، هو دراج نيوزلندي. شارك في دورة الألعاب الأولمبية الصيفية.

## الميداليات
| الميدالية | المسابقة                  |
| --------- | ------------------------- |
| فضية      | دورة ألعاب الكومنولث 2010 |
| برونزية   | دورة ألعاب الكومنولث 2010 |
| ذهبية     | دورة ألعاب الكومنولث 2014 |

## روابط خارجية
- إدي دوكينز على موقع أرشيف الدراجات (الإنجليزية)
- إدي دوكينز على موقع CycleBase (الإنجليزية)
- إدي دوكينز على موقع أوليمبيديا (الإنجليزية)
- إدي دوكينز على موقع اللجنة الأولمبية النيوزيلندية (الإنجليزية)
- إدي دوكينز على موقع اتحاد ألعاب الكومنولث (مؤرشف) (الإنجليزية)